# Brissidae
Famille
Les Brissidae constituent une famille d'oursins irréguliers de l'ordre des Spatangoida.

## Caractéristiques
Ce sont des oursins irréguliers dont la bouche et l'anus se sont déplacés de leurs pôles pour former un « avant » et un « arrière ». La bouche se situe donc dans le premier quart de la face orale, et l'anus se trouve à l'opposé, tourné vers l'arrière. La coquille (appelée « test ») s'est également allongée dans ce sens antéro-postérieur.
Les piquants (appelés « radioles ») sont fins, parfois relativement longs, et reposent sur des mamelons perforés. Le test présente des fascioles (subanal et péripétaleux) bien visibles, caractéristiques des Spatangoida. Les zones ambulacraires sont en forme de 5 larges pétales. Le disque apical est ethmolytique, avec la plaque génitale no 2 s'étendant derrière la plaque oculaire postérieure. La plaque labrale est courte et large, sans contact avec la plaque ambulacraire no 2. Les plaques épisternales sont effilées postérieurement. Les pétales sont étroits, avec deux lignes de pores parallèles, et généralement enfoncés.
Ces oursins ne comportent pas d'appareil masticateur (« Lanterne d'Aristote »), et se nourrissent en filtrant le sable.
Cette famille semble être apparue à l'Éocène.

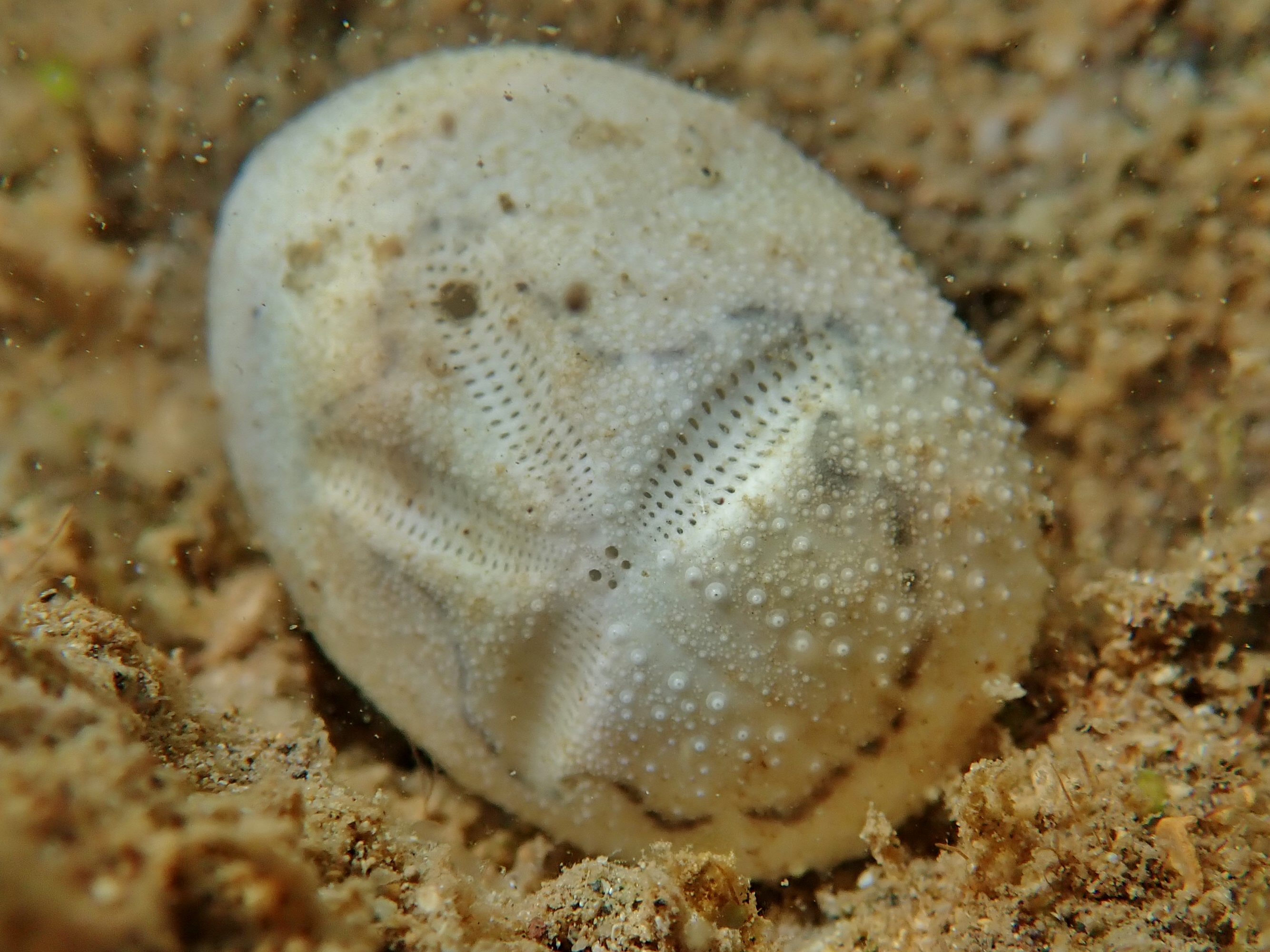
Sur ce test de Brissus latecarinatus, la décomposition a coloré le fasciole en noir, le rendant bien visible : les indentations sont caractéristiques.
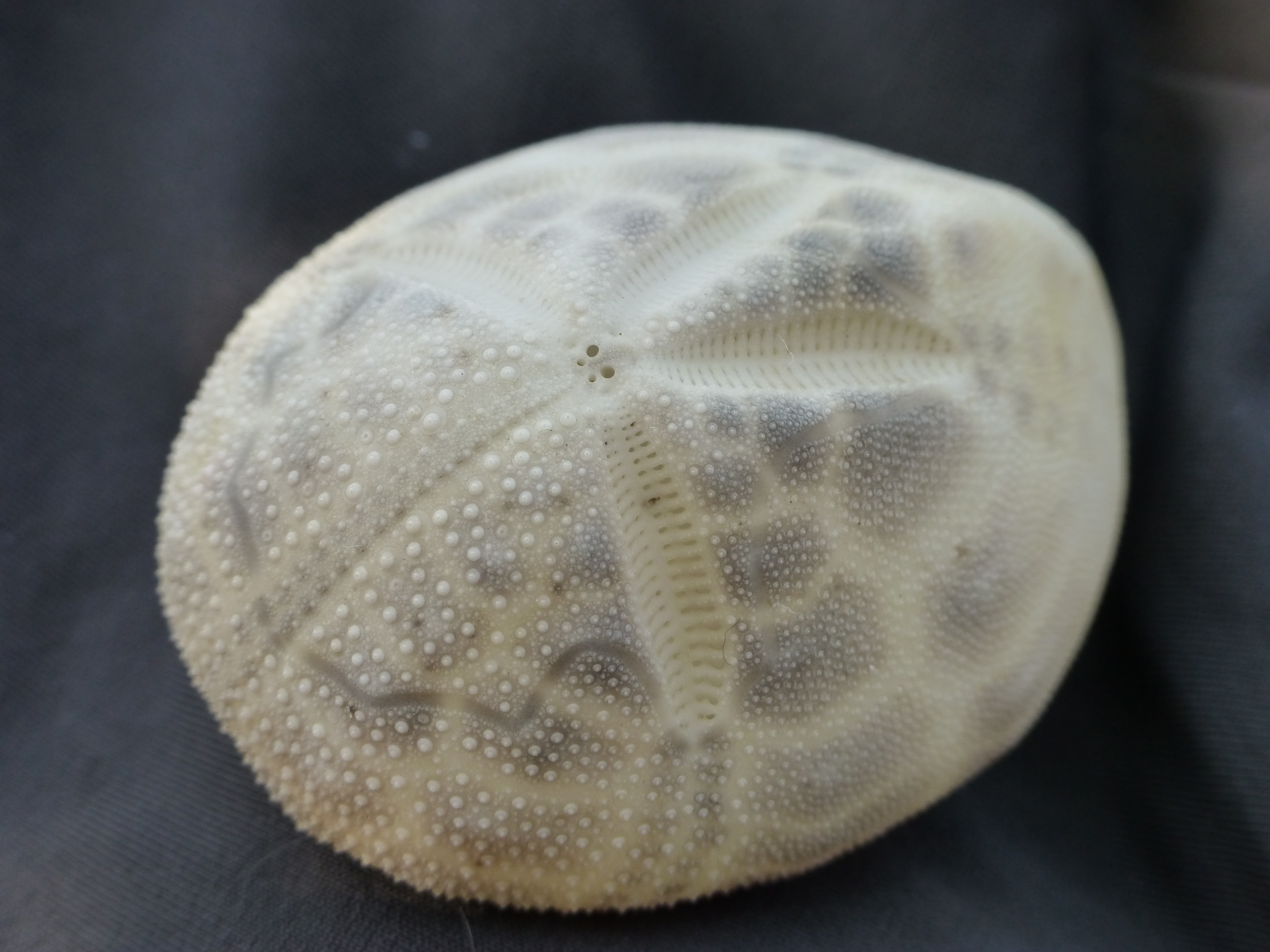
Test de Brissus unicolor, espèce méditerranéenne.

## Liste des genres
| Selon World Register of Marine Species (5 janvier 2015) : - genre Anabrissus Mortensen, 1950b -- 1 espèce - genre Anametalia Mortensen, 1950b -- 3 espèces - sous-famille Brissopsinae Lambert, 1905 - genre Brissalius Coppard, 2008 -- 1 espèce - genre Brissopsis L. Agassiz, 1840 -- 17 espèces et 7 fossiles - genre Brissus Gray, 1825 -- 6 espèces et 8 fossiles - genre Cionobrissus A. Agassiz, 1879 -- 1 espèce - genre Idiobryssus H.L. Clark, 1939 -- 1 espèce - genre Meoma Gray, 1851b -- 3 espèces et 2 fossiles - genre Metalia Gray, 1855 -- 10 espèces et 6 fossiles - genre Neopneustes Duncan, 1889 -- 1 espèce - genre Peraspatangus Philip & Foster, 1971 † - genre Plagiobrissus Pomel, 1883 -- 5 espèces et 9 fossiles - genre Rhynobrissus A. Agassiz, 1872 -- 6 espèces et 2 fossiles - genre Schizobrissus Pomel, 1869 † - genre Taimanawa Henderson & Fell, 1969 -- 2 espèces et 2 fossiles | Selon ITIS (25 octobre 2013) : - genre Brissopsis L. Agassiz, 1840 - genre Brissus Gray, 1825 - genre Meoma Gray, 1851b - genre Plagiobrissus Pomel, 1883 |

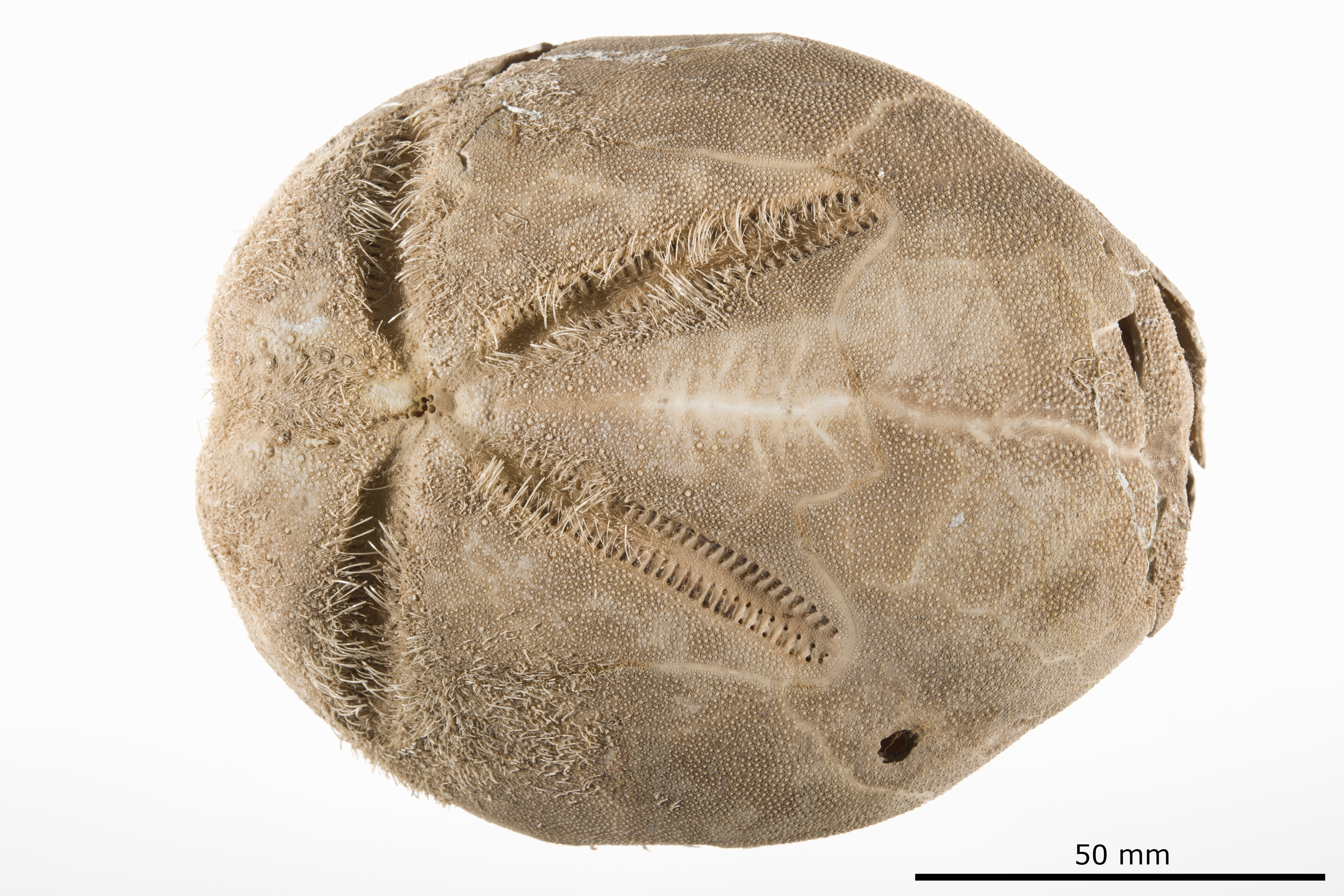
Anametalia grandis
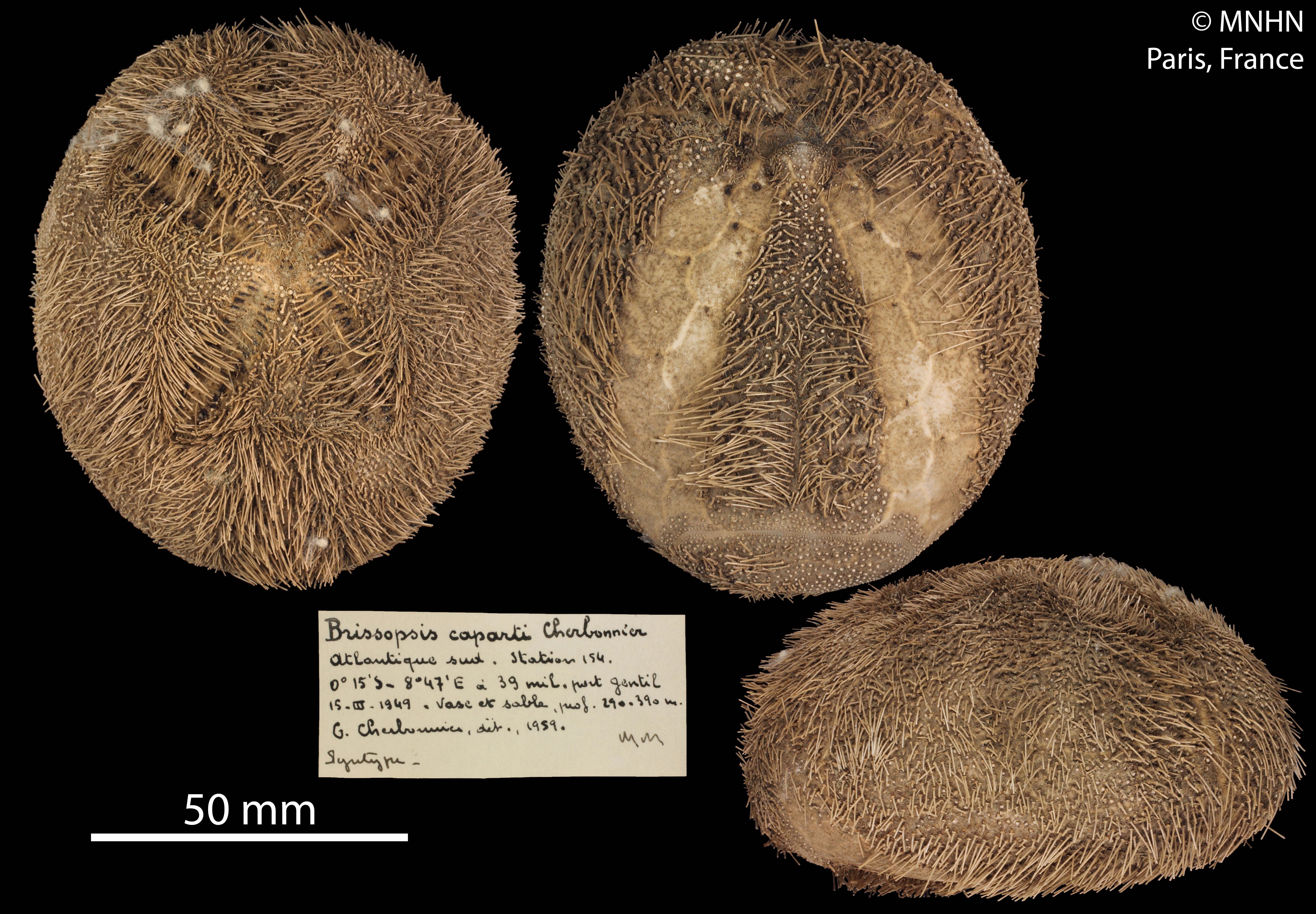
Brissopsis caparti
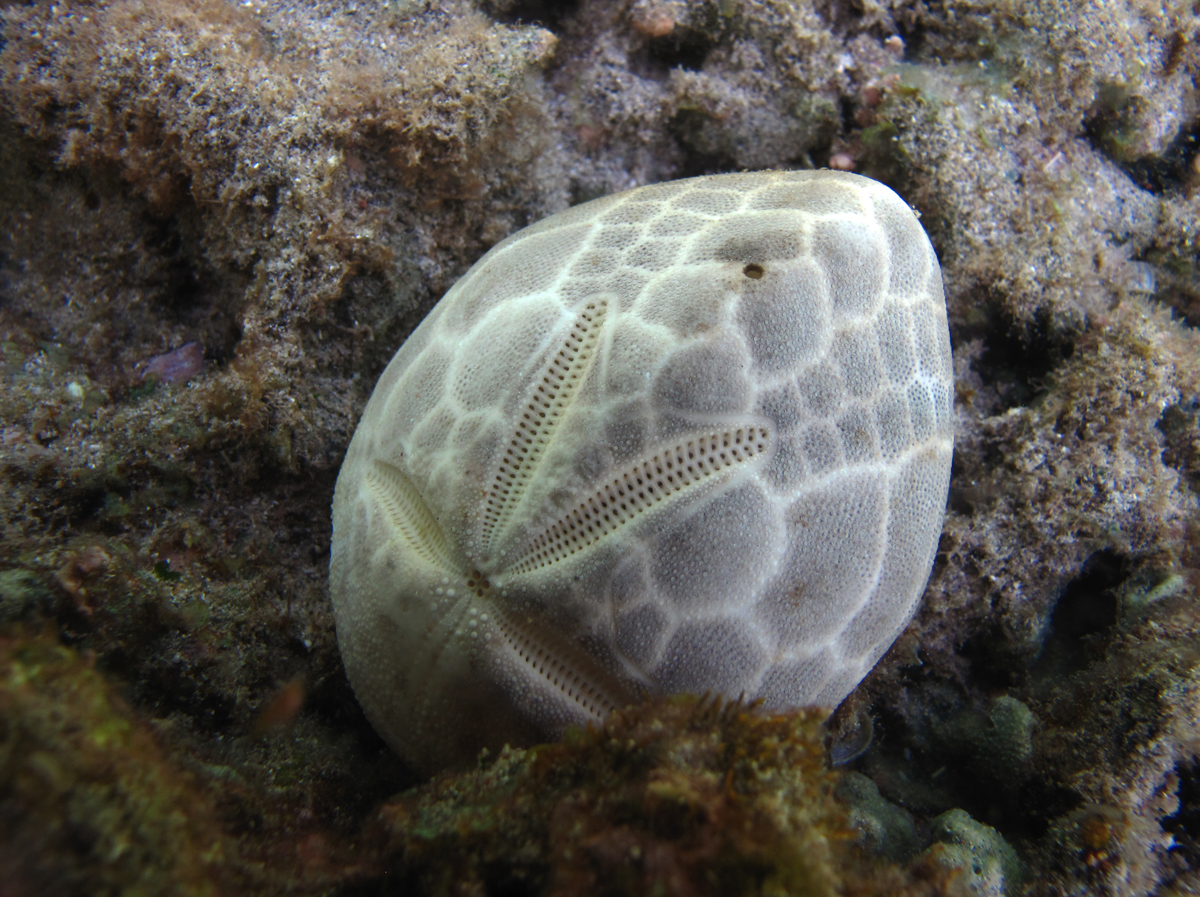
Test prédaté de Brissus latecarinatus
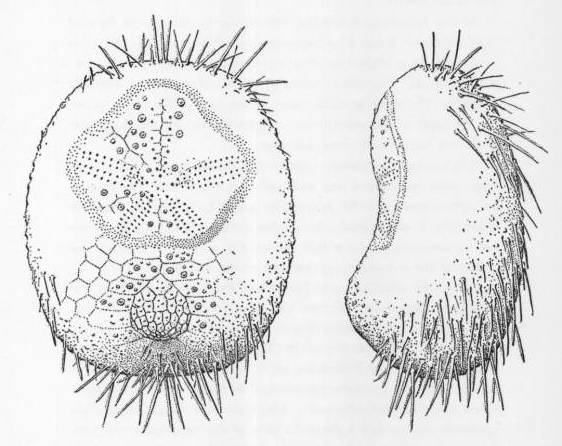
Idiobryssus coelus
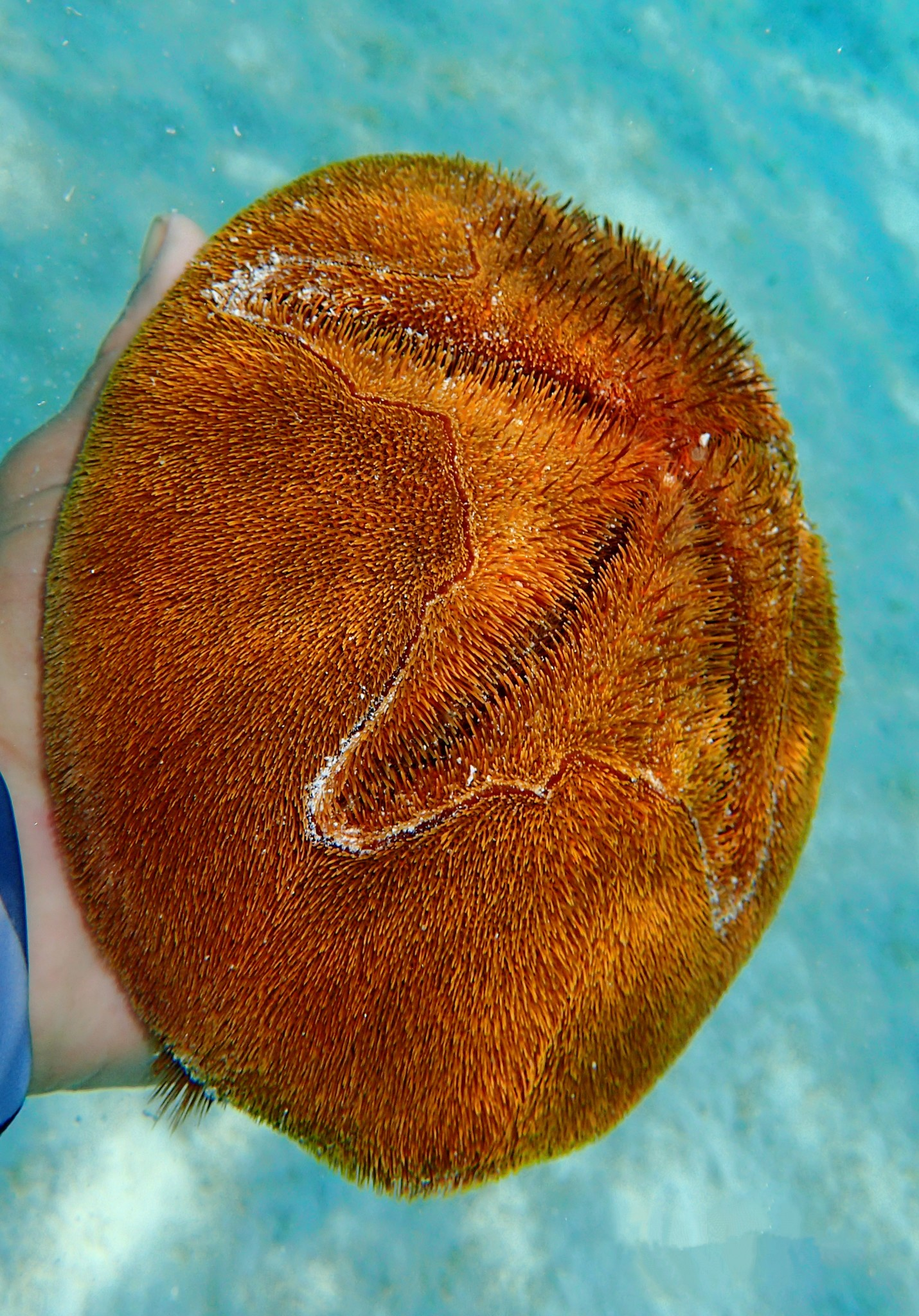
Meoma ventricosa
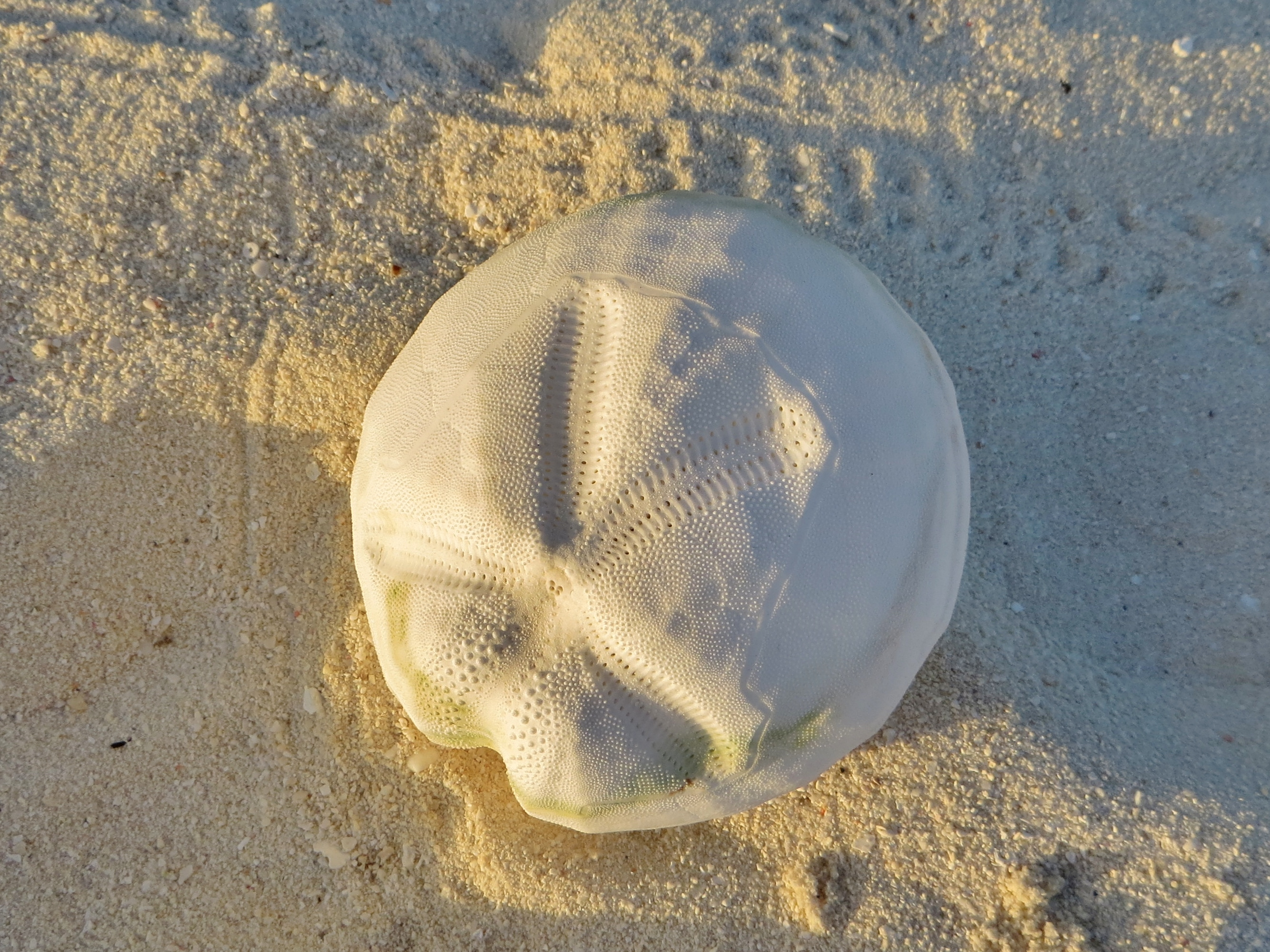
Metalia sternalis
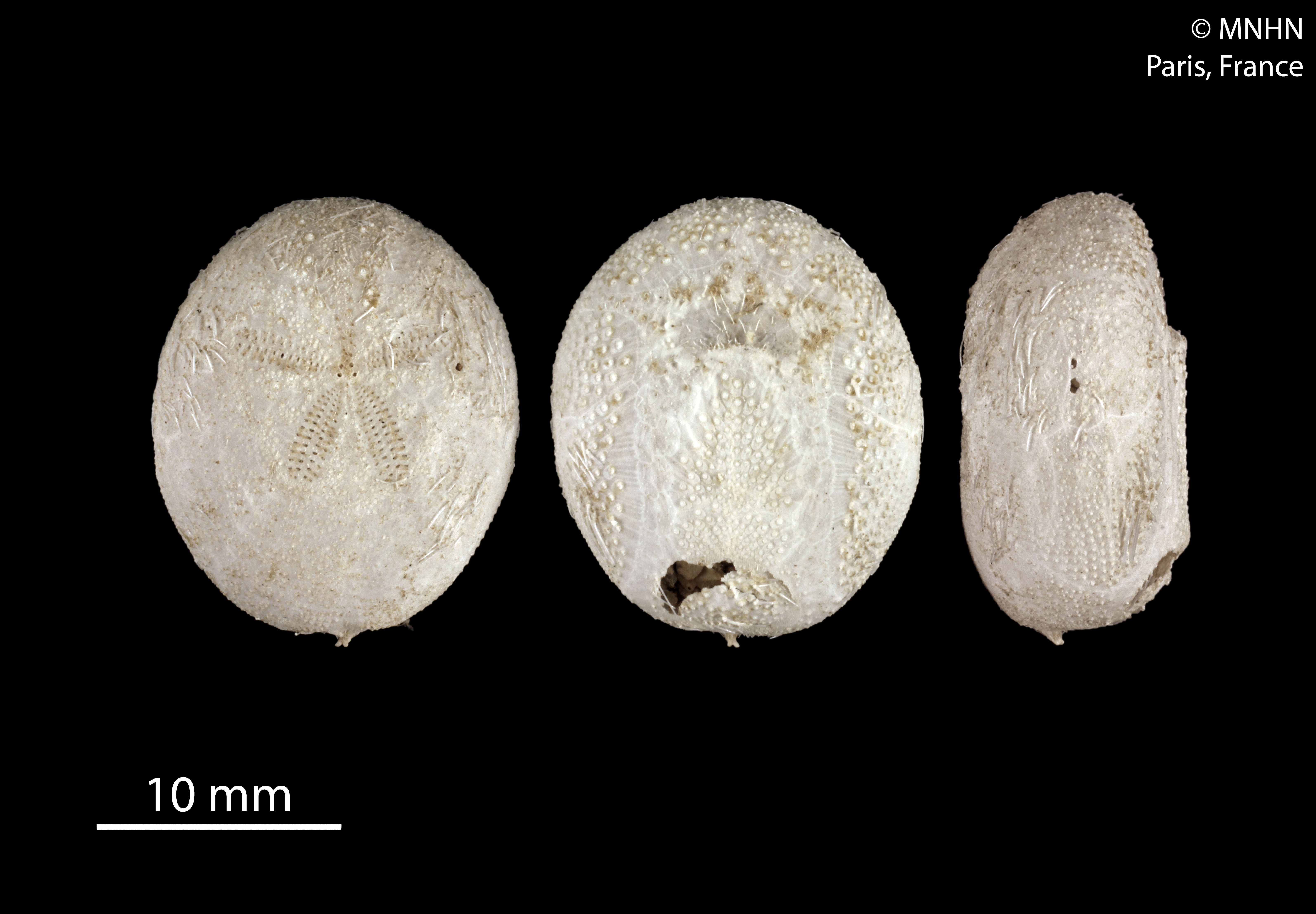
Plagiobrissus jullieni
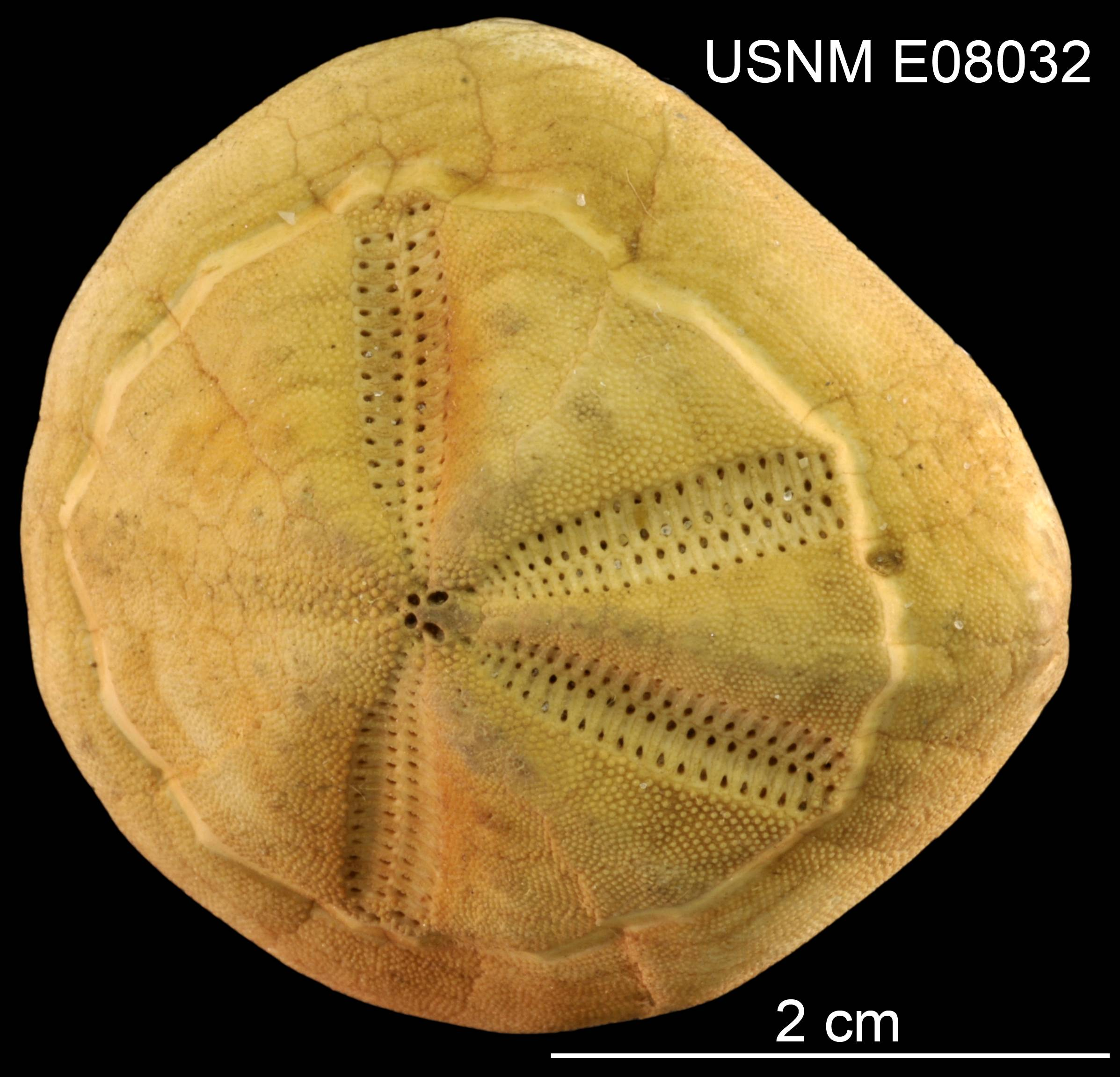
Rhynobrissus cuneus